# Thư viện Raczyński

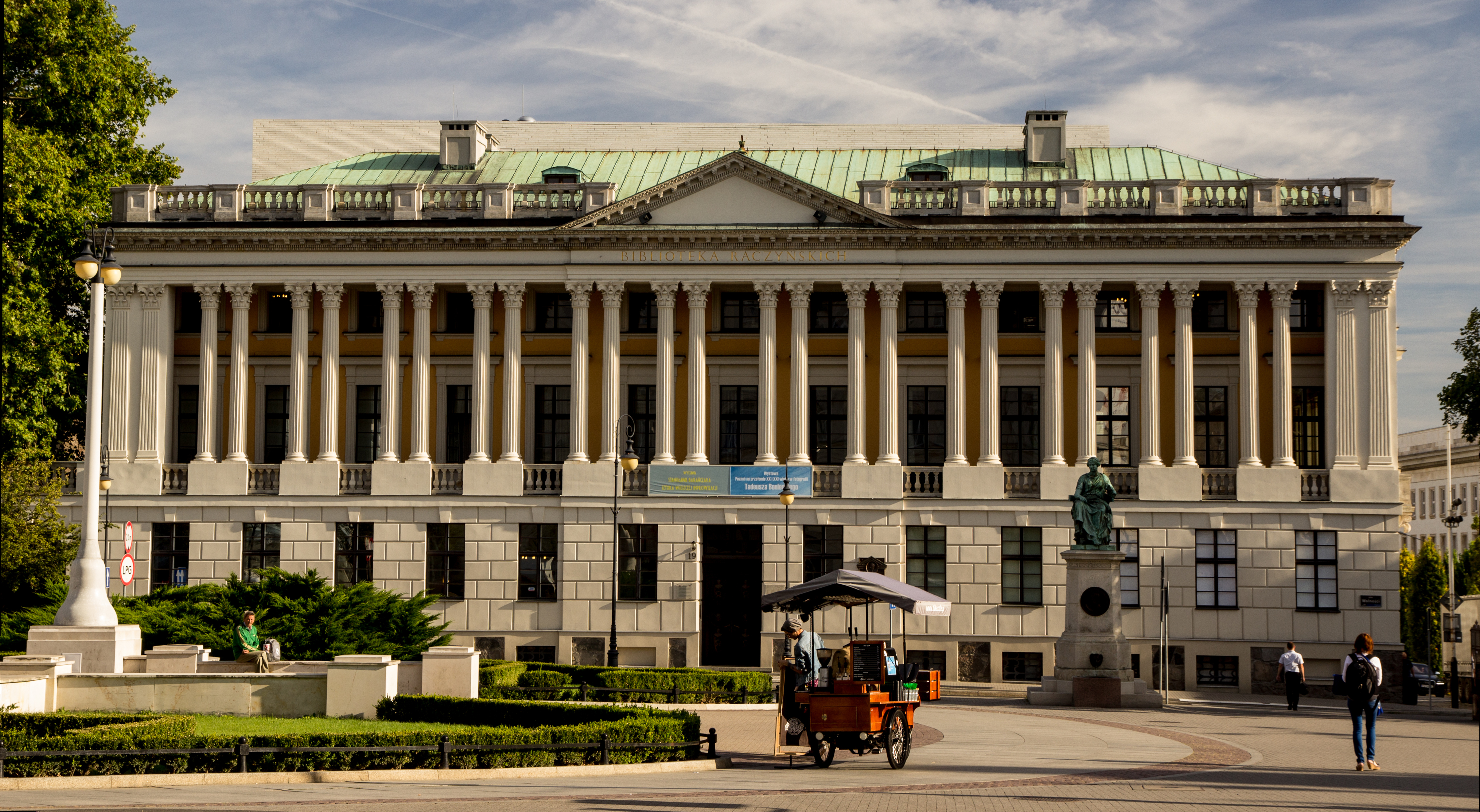
Mặt tiền của thư viện

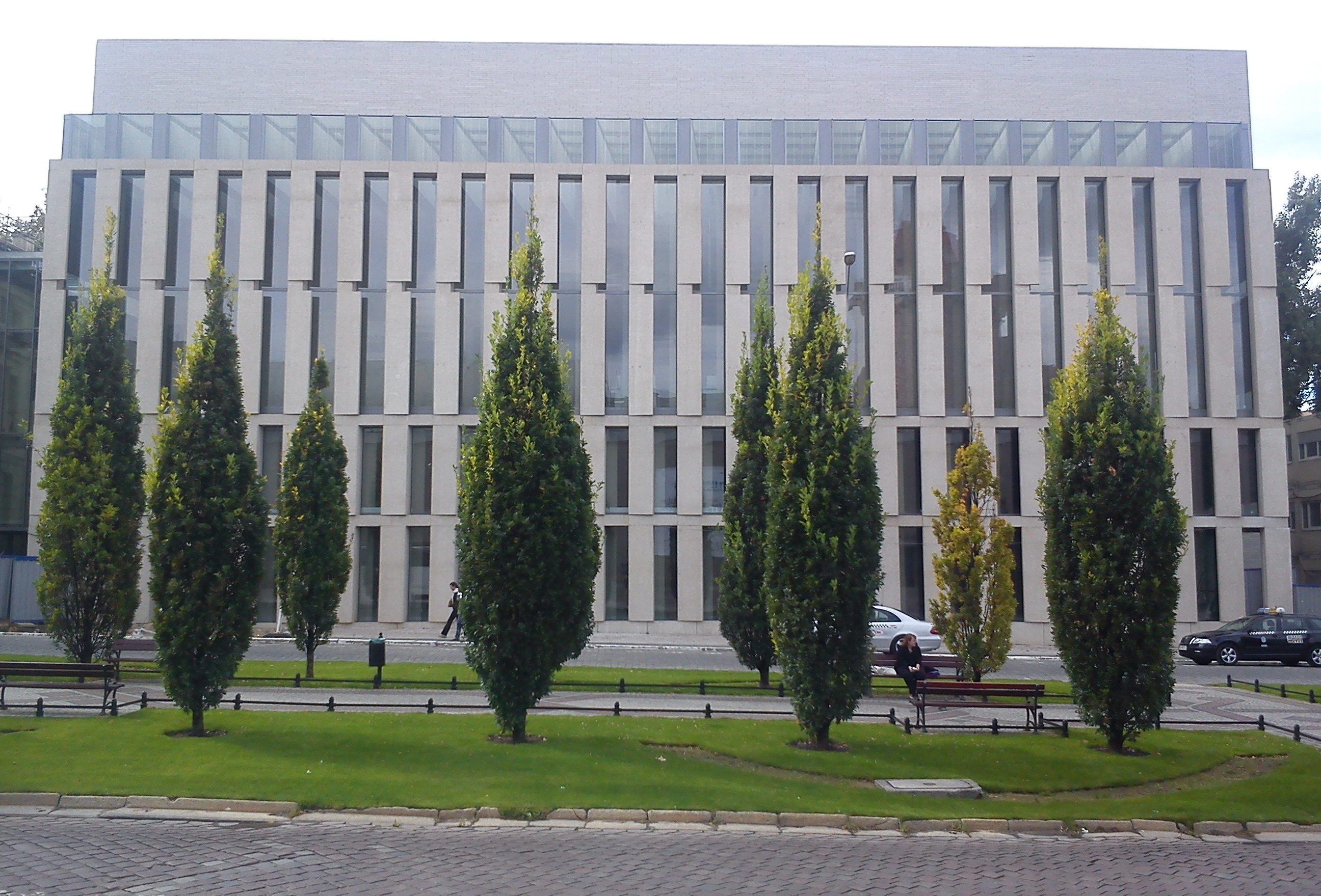
Cánh mới của thư viện khai trương năm 2013

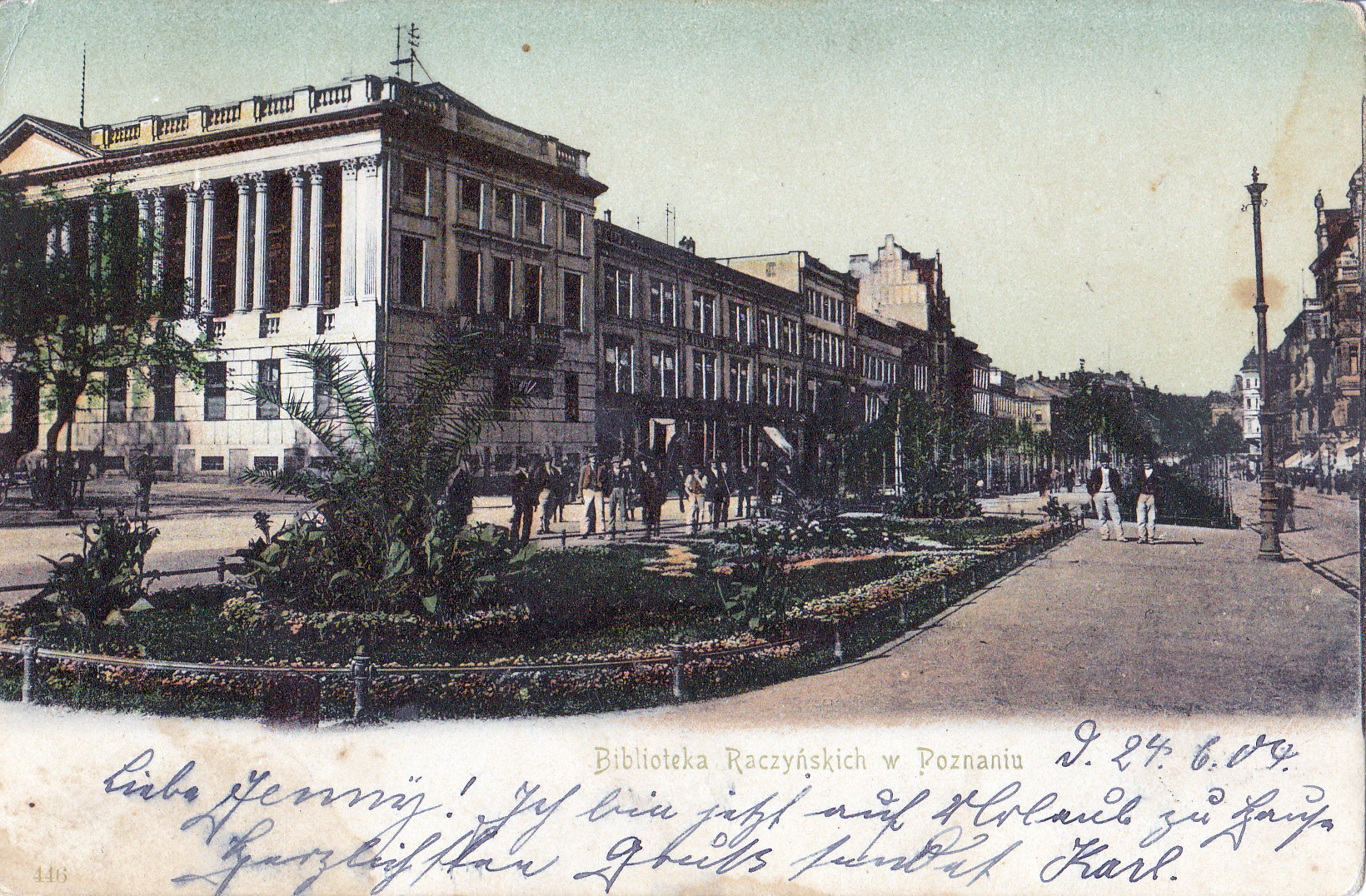
Bưu thiếp của thư viện từ năm 1904

Thư viện Raczyński được thành lập bởi Bá tước Edward Raczyński tại Poznań. Tòa nhà của thư viện được xây dựng vào năm 1822-28 với sự hỗ trợ tài chính của Quỹ Edward Raczyński. Cấu trúc của một tòa nhà cổ điển có một dãy cột gợi nhớ đến mặt tiền phía đông của Viện bảo tàng Louvre. Trước tòa nhà chính của thư viện là bức tượng Fountain của Hygieia được tạo bởi Albert Wolff vào năm 1841.

## Lịch sử
Trong Chiến tranh thế giới thứ hai, gần như tất cả các cuốn sách của thư viện đã bị phá hủy trong một đám cháy ngoài các bộ sưu tập đặc biệt bị Đức Quốc xã cướp phá. Năm 1994, thư viện đã sở hữu khoảng 252.000 cuốn sách.
Giữa năm 2010-2013, một cánh mới của thư viện đã được xây dựng, giúp trưng bày tốt hơn các bộ sưu tập của thư viện. Nó được chính thức khai trương vào ngày 1 tháng 7 năm 2013 và có diện tích 11.000 mét vuông và được đồng tài trợ bởi các quỹ của Liên minh Châu Âu.
Giám đốc hiện tại của thư viện là Anna Gruszecka.
Thư viện cũng thực hiện kiểm soát các tác phẩm của các nhà văn như Henryk Sienkiewicz và Józef Ignacy Krasnzewski.

## Các giám đốc trong quá khứ
Giám đốc thư viện:
- (1829-1852) Józef ukaszewicz
- (1852-1868) Antoni Popliński
- (1868-1901) Maksymilian Sosnowski
- (1902-1912) Oswald Collmann
- (1913-1914) Wilhelm Christiani
- (1916), (1918-1919) Adolf Kunkel
- (1919-1928) Antoni Bederski
- (1929-1939) Andrzej Wojtkowski
- (1939-1941) Józef Raczyński
- (1941-1945) Paul Sattler
- (1945-1947) Józef Frieske
- (1948) Halina Kurkówna
- (1949-1953) Feliks Róg-Mazurek
- (1954) Wacław Lica
- (1955-1956) Leon Pawlak
- (1957-1962) Bernard Olejniczak
- (1964-1972) Helena Seidel
- (1962-1963), (1972-1977), (1981-1997) Janusz Dembski
- (1977-1981) Alfred Laboga
- (1997-2014) Wojciech Spaleniak
- (2014-nay) Anna Gruszecka